# منطقة الطائف العسكرية (السعودية)
قيادة منطقة الطائف العسكرية؛ تعتبر من أقدم المناطق العسكرية للقوات المسلحة في المملكة العربية السعودية، وقد تم تشكيلها في بداية السبعينات الهجرية. وكانت عبارة عن مجموعة من أفواج عسكرية مختلفة، ترتبط بقيادة تسمى «قيادة الثكنة العسكرية»، وكانت الوحدات التي بمحافظة الطائف عام 1379 هـ / 1959، لواء المستجدين، وفوج المدفعية، إضافة إلى الفوج الثالث ل11، والفوج الثالث ل10. كما أن هناك فوج المدرعات وقيادة مدارس أسلحة الجيش، ومدرسة المشاة، ومدرسة المدرعات، ومدرسة المدفعية، ومدرسة التربية البدنية، ومدرسة الشؤون الإدارية، ومدرسة الموسيقى، ومدرسة الإشارة وفوج الصيانة ومكاتب استشارات عسكرية وقانونية وقد أُلغى مسمى قيادة الثكنة العسكرية في 10 ربيع الثاني عام 1379 هـ، وأصبح «قيادة منطقة الطائف» العسكرية.

## القادة السابقين
قادة منطقة الطائف العسكرية منذ تأسيسها:
1. اللواء منصور العساف من 1/7/1376 حتى 1/7/1381
2. اللواء سليمان الحمد الجارد من 1/7/1381 حتى 1/5/1382
3. اللواء مرزوق تركي الخليوي من 12/5/1382 حتى 1/4/1384
4. اللواء حمد الهندي الحمد من 1/4/1384 حتى 1/4/1391
5. اللواء حسن بن محمد ال مستور الزهراني من 1/4/1391 حتى 15/6/1396
6. اللواء صالح محمد الغفيلي من 15/6/1396 حتى 15/4/1402
7. اللواء عبد الله بن زبن الحربي من 15/4/1402 حتى 1/5/1414
8. اللواء الركن داود سليمان الحوشان من 1/5/1414 حتى 1/3/1420
9. اللواء الركن عبد الله رشيد الشدوخي من 1/5/1420 حتى 1/7/1422
10. اللواء الركن حسان عبد الرزاق الجزائري من 1/7/1422 حتى 15/3/1424
11. اللواء الركن سعد بن فهد الشدي من 15/3/1424 حتى 1/7/1426
12. اللواء الركن عبد الباري أحمد الحفظي من 1/7/1426 حتى 1/5/1429
13. اللواء سعد إبراهيم الثويني من 1/5/1429- 21/12/1430
14. اللواء الركن فهد عبد الله مرداس القحطاني من 15/2/1431 حتى 1/7/1432
15. اللواء الطيار الركن محمد بن أحمد بن صالح الغامدي من 1/7/1432 حتى 1/4/1434هـ[3]
16. اللواء ركن / فارس بن عبد الله محمد العمري من 1/4/1434 إلى عام 1438
17. اللواء الركن / حسن بن حمزة الشهري من عام 1438 إلى 1440
18. اللواء ركن / محمد مشبب القحطاني من عام 1440 إلى 1444[4]
19. اللواء الركن / خالد بن سعيد الشيبة من عام 1444 حتى تاريخه